# Бахреин на Светском првенству у атлетици на отвореном 2013.
Бахреин је учествовао на Светском првенству у атлетици на отвореном 2013. одржаном у Москви од 10. до 18. августа једанаести пут. Репрезентацију Бахреина према пријави требало је представљати 10 такмичара (5 мушкараца и 5 жена) који су се такмичили пет дисциплина.. Према стартним листама види се да је учествовало 9 такмичара јер се Марјам Јусуф Џамал не налази на листи трке на 1.500 метара где је требало да се такмичи.
На овом првенству Бахреин није освојио ниједну медаљу. Није било нових националних али су остварена 4 лична рекорда у сезони. У табели успешности према броју и пласману такмичара који су учествовали у финалним такмичењима (првих 8 такмичара) Бахреин је делио 50. место са 3 бода.
| Плас. | Земља   | 1. место | 2. место | 3. место | 4. место | 5. место | 6. место | 7. место | 8. место | Бр. финал. | Бод. |
| ----- | ------- | -------- | -------- | -------- | -------- | -------- | -------- | -------- | -------- | ---------- | ---- |
| =50.  | Бахреин | 0        | 0        | 0        | 0        | 0        | 1        | 0        | 0        | 1          | 3    |

## Учесници
| Мушкарци: - Dejenee Regassa — 5.000 м - Алему Бекеле — 10.000 м - Али Хасан Махбуд — 10.000 м - Aadam Ismaeel Khamis — Маратон - Тарик Мубарак Тахер — 3.000 м са препрекама | Жене: - Мими Белете — 1.500 м - Теџиту Даба — 5.000 м - Шитај Ешете — 10.000 м - Lishan Dula — Маратон |  |

## Резултати

### Мушкарци
| Атлетичар            | Дисциплина       | Лични рекорд | Квалификација   | Квалификација | Финале               | Финале             | Детаљи |
| Атлетичар            | Дисциплина       | Лични рекорд | Резултат        | Место         | Резултат             | Место              | Детаљи |
| -------------------- | ---------------- | ------------ | --------------- | ------------- | -------------------- | ------------------ | ------ |
| Dejenee Regassa      | 5.000 м          | 13:20,43     | 13:25,21 кв ЛРС | 6 у гр. 2     | 13:34,54             | 11 / 29 (31)       |        |
| Алему Бекеле         | 10.000 м         | 27:56,20     |                 |               | Нису завршили трку   | Нису завршили трку |        |
| Али Хасан Махбуд     | 10.000 м         | 27:21,40 НР  |                 |               | Нису завршили трку   | Нису завршили трку |        |
| Aadam Ismaeel Khamis | Маратон          | 2:07:59 НР   |                 |               | Нису завршили трку   | Нису завршили трку |        |
| Тарик Мубарак Тахер  | 3.000 м препреке | 8:06,13 НР   | 8:34,32 ЛРС     | 10. у гр 1    | Није се квалификовао | 28 / 35 (41)       |        |

### Жене
| Атлетичарка | Дисциплина | Лични рекорд | Квалификације | Квалификације | Полуфинале | Полуфинале | Финале                | Финале       | Детаљи |
| Атлетичарка | Дисциплина | Лични рекорд | Резултат      | Место         | Резултат   | Место      | Резултат              | Место        | Детаљи |
| ----------- | ---------- | ------------ | ------------- | ------------- | ---------- | ---------- | --------------------- | ------------ | ------ |
| Мими Белете | 1.500 м    | 4:00,25      | 4:09,27 КВ    | 6 у гр. 2     | 4:14,22    | 11 у гр. 2 | Није се квалификовала | 23 / 23 (24) |        |
| Теџиту Даба | 5.000 м    | 15:05,59     | 15:56,74 КВ   | 5 у гр. 1     |            |            | 15:33,89              | 11 / 21 (22) |        |
| Шитај Ешете | 10.000 м   | 30:47,25     |               |               |            |            | 31:13,79 ЛРС          | 6 / 17 (19)  |        |
| Lishan Dula | Маратон    | 2:26:56 НР   | 2:38:47 ЛРС   | 15 / 46 (72)  |            |            |                       |              |        |